# SN 2003do
SN 2003do – supernowa odkryta 8 kwietnia 2003 roku w galaktyce A130329+2719. W momencie odkrycia miała maksymalną jasność 19,90m.